# Municipio de Dzoncauich
Dzoncauich es un municipio del estado de Yucatán, México, con cabecera homónima. Según el censo de 2020, tiene una población de 2818 habitantes.
Se sitúa en la región centro norte del estado.

## Toponimia
El nombre proviene del idioma maya y significa Pozo o cenote de Cauich, por derivarse de las voces Dzon, Dzonot, pozo, cenote y Cauich, apellido indígena que aún es usado. Hay una versión que parece inverosímil en el sentido de que el vocablo dzon, en maya, significa escopeta y por tanto la traducción del nombre del municipio sería Escopeta de Cauich. Sin embargo, la escopeta es un instrumento ajeno a la cultura maya, solo conocido en el contacto con la cultura española, y por tanto no parece legítima la traducción, en tanto que sí lo es la raíz reconocida de cenote.

## Colindancias
Limita al norte con los municipios de Temax y Buctzotz, al sur con Tekal de Venegas, al oriente con Cenotillo y al poniente con Temax.

## Elementos históricos
- Sobre la fundación del municipio denominado Pozo de Cauich, no hay datos precisos, aunque se sabe que existía el poblado antes de la llegada de los españoles.
- Durante la época prehispánica formó parte de  kuchkabal (cacicazgo maya) de Ah Kinchel. Durante la colonia bajo el régimen de encomienda estuvo a cargo de Alonso Julián, en el año de 1549, y de Francisco Dorado e Ignacio Barbosa Briceño en 1689.
- En 1905 perteneció al partido de Temax con categoría de pueblo,
- En 1928 se erigió en municipio libre.

## Actividades económicas
El municipio se encuentra en la parte oriente de la denominada zona henequenera y por tanto el cultivo del henequén fue durante muchos años la actividad principal. Los cultivos intercalados han sido tradicionalmente el maíz, el frijol, el chile. En la actualidad la actividad ganadera (bovinos) ha cobrado importancia, así como la apicultura y la avicultura.